# 黄岭子镇
黄岭子镇，是中华人民共和国吉林省四平市伊通满族自治县下辖的一个乡镇级行政单位。

## 行政区划
黄岭子镇下辖以下地区：
黄岭子村、迎风村、莽丈村、烧锅村、和平村、杨家村和保家村。